# Aimé Trantoul
Aimé Trantoul (* 13. April 1908 in Paris; † 27. Februar 1986 in Neuilly-sur-Seine) war ein französischer Radrennfahrer und nationaler Meister im Radsport.

## Sportliche Laufbahn
Trantoul war im Straßenradsport und im Bahnradsport aktiv. Er war Teilnehmer der Olympischen Sommerspiele 1928 in Amsterdam. Bei den Bahnwettbewerben wurde Frankreich mit René Brossy, Aimé Trantoul, Octave Dayen und André Aumerle Vierter in der Mannschaftsverfolgung. Die nationale Meisterschaft in der Mannschaftsverfolgung gewann er 1928.
1927 gewann er die Eintagesrennen Paris–Dreux und Paris–Chartres, 1928 Paris–Reims und 1929 Paris–Dieppe. 1930 wurde Trantoul bei Paris–Rouen und Paris–Évreux jeweils Zweiter.